# Alfred Comte

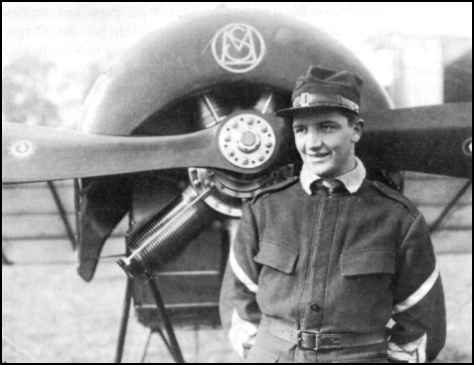
Alfred Comte (1914)

Alfred Comte (* 4. Juni 1895 in Delsberg; † 1. November 1965 in Zürich) war ein Schweizer Flugpionier und Flugzeugbauer.

## Leben

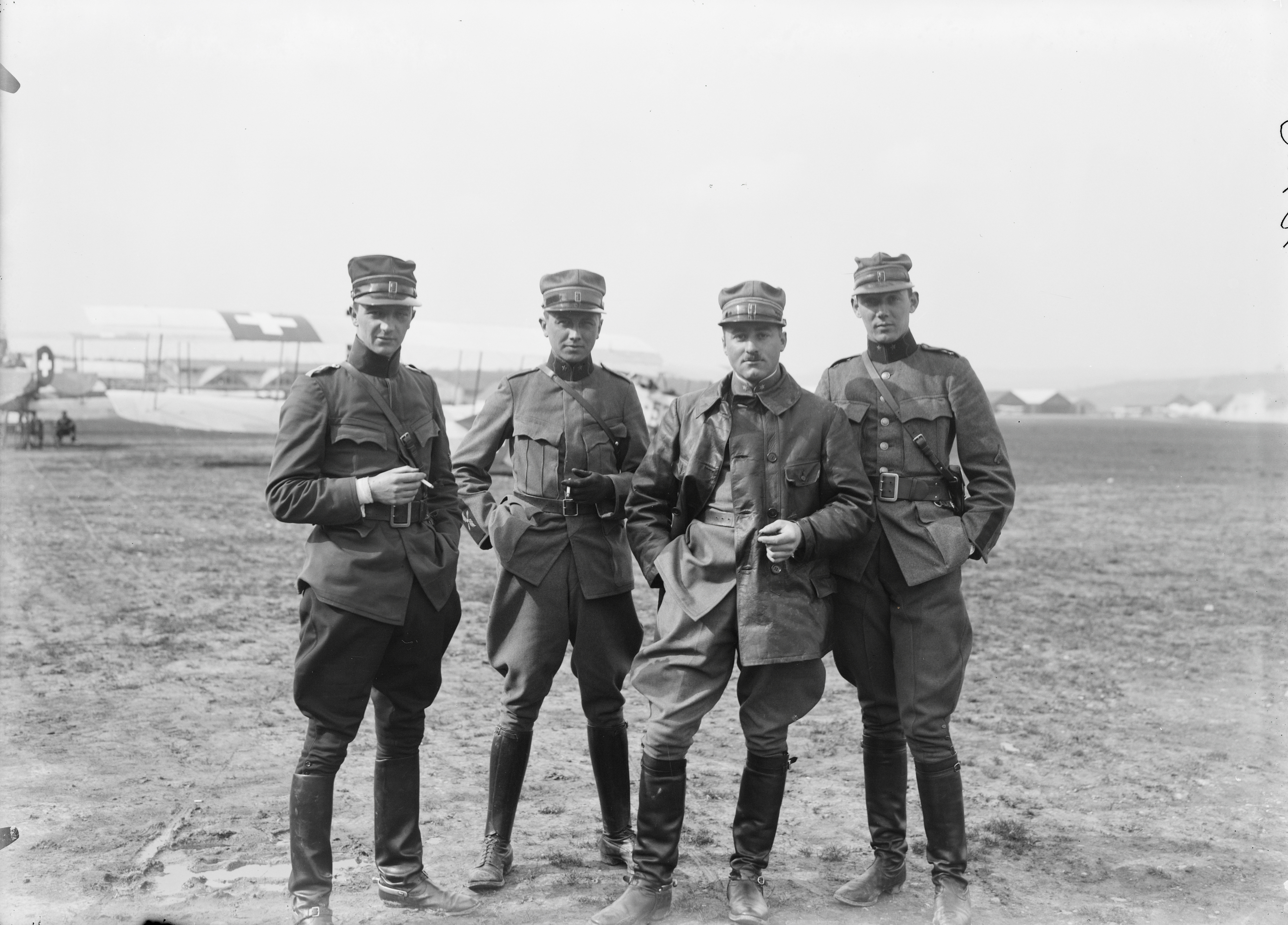
V. l. n. r.: Alfred Comte, Balz Zimmermann, Oskar Bider und Henri Pillichody (1918)

Alfred Comte baute bereits im Alter von 15 Jahren ein motorisiertes Fahrrad. Mit 18 Jahren erwarb er beim französischen Aeroclub in Villacoublay den Pilotenschein. Anschliessend arbeitete er als Einflieger bei der Motorenfabrik Gnôme in Paris.
Mit Ausbruch des Ersten Weltkrieges kehrte er in die Schweiz zurück und diente in der Luftwaffe erst als Pilot, ab 1916 als Fluglehrer auf dem Militärflugplatz Dübendorf. Mit Ende des Krieges schied er aus dem aktiven Dienst aus. Sein Interesse galt fortan der zivilen Luftfahrt.
Am 5. November 1919 gründete Alfred Comte zusammen mit Walter Mittelholzer die Firma «Comte, Mittelholzer und Co. Aero, Luftbildverlagsanstalt und Passagierflüge». Kern des Unternehmens sollte die Abwicklung des Luftverkehrs zwischen Zürich und St. Moritz mit zwei deutschen Flugzeugen sein. Dies war der erste kommerzielle Flugdienst der Schweiz. 1920 schloss sich die Firma mit der finanzkräftigeren Ad Astra Aero, der Vorläuferfirma der Swissair, zusammen. Im gleichen Jahr flog Comte als erster die Strecke Zürich–London. Am 4. März 1920 startete  Comte nach Rundflügen in St. Moritz zu einem Flug nach London. Der Passagier war allerdings in Antwerpen nach drei Notlandungen ausgestiegen und Comte flog die Strecke alleine zu Ende.
Nachdem er am 21. August 1920 von Ad Astra fristlos entlassen worden war – Comte war an einem Flugtag nicht zum Dienst erschienen –, drängte es ihn zur Selbständigkeit, und er gründete am 8. Dezember 1920 die «Alfred Comte, Luftverkehrs & Sportfliegerschule» in Oberrieden. Die Firma verfügte über 6 Lohner Flugboote (siehe auch: Lohnerwerke), die in einem Hangar am Zürichsee untergebracht waren. 1921 erwarb Comte eine Fokker D.VII, die ihm als persönliches Kunstflugzeug diente. Schritt für Schritt wurden auch ausgemusterte Maschinen aus den Luftwaffenbeständen des Ersten Weltkrieges erworben.
Da der Passagier- und Sportfliegerverkehr im Winterhalbjahr weitgehend ruhte, begann Alfred Comte 1923 mit der Produktion von Flugzeugteilen und kompletten Flugzeugen sowie der Revision von Maschinen und gab seiner Firma so ein zweites wirtschaftliches Standbein. 1926 gründete er die «Alfred Comte, Schweizerische Flugzeugfabrik», die erste private Flugzeugfabrik der Schweiz.

Ab 1923 konstruierte und baute er folgende Typen:

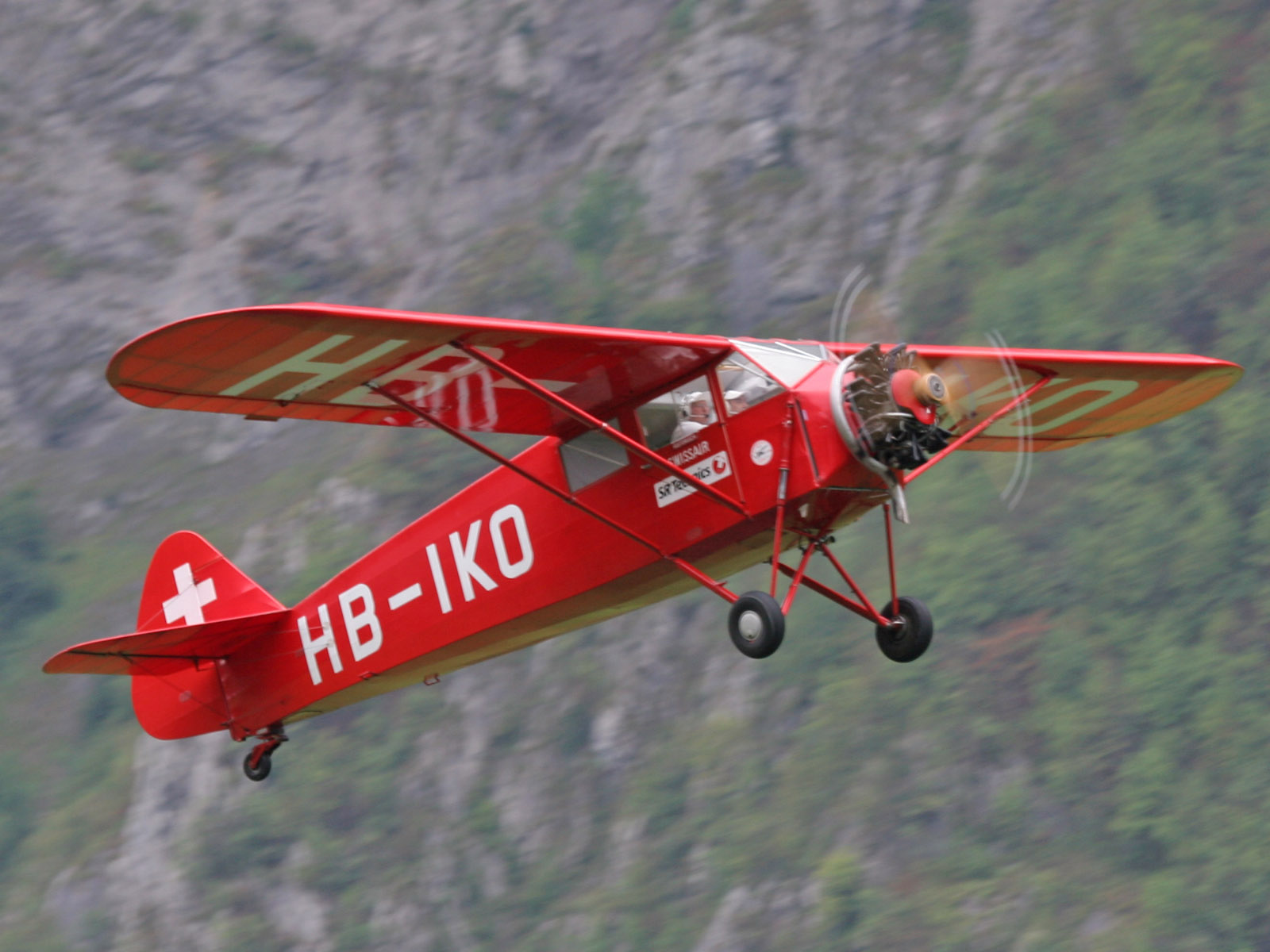
Comte AC4 «Gentleman» HB-IKO, Air Mollis (2006)

- Wild 43 (1923–1926), Schulungsflugzeug, 6 Exemplare gebaut und in die Volksrepublik China und nach Kolumbien exportiert
- Wild X (1927/28), Kampf- und Beobachtungsflugzeug, 8 Exemplare gebaut und nach Kolumbien exportiert
- AC-1 (1926), Jagdflugzeug, 1 Exemplar gebaut, Typ unterlag bei der Beschaffung durch die Schweizer Luftwaffe der Dewoitine D.27
- AC-3 (1929/30), Transport- und Bombenflugzeug, 1 Exemplar gebaut, für den Export nach Bolivien vorgesehen, aber nicht ausgeliefert
- AC-4 Gentleman (1928–1930), Touristik-, Schul-, Post- und Schleppflugzeug, 11 Exemplare gebaut, u. a. von der Schweizer Luftwaffe genutzt
- AC-8 (1929/30), Kleinpassagierflugzeug, 3 Exemplare gebaut
- AC-11 (1931), Verbindungs- und Vermessungsflugzeug, 1 Exemplar gebaut, von der Luftwaffe als Vermessungsflugzeug abgelehnt
- AC-12 Moskito (1931–?), Passagierflugzeug, 8 Exemplare gebaut

Comtes Konstruktionen, insbesondere die AC-4, waren wegen ihrer guten Flugeigenschaften über die Landesgrenzen hinaus geschätzt. Geschäftlich musste der Konstrukteur allerdings Rückschläge hinnehmen. So fand die für Bolivien fertiggestellte AC-3 nach einem dortigen Regierungswechsel keinen Abnehmer mehr. Auch der Lizenznachbau von 8 Fokker D.VII rentierte sich wegen unbewilligter Kredite nicht. Zudem vernichtete ein Brand einige von Comtes Entwürfen. Die Weltwirtschaftskrise traf das kleine Unternehmen hart, es konnte auch durch die Umstellung der Produktion auf Stahlrohrmöbel nicht mehr gerettet werden. 1935 wurde der Konkurs angemeldet.
Im Zweiten Weltkrieg diente Comte abermals in der Schweizer Luftwaffe und brachte es zum Rang eines Hauptmanns. Ab 1946 leitete er eine Flugschule in Spreitenbach, bis er 1950 das Fliegen aufgeben musste.
Alfred Comte starb am 1. November 1965 in Zürich.

## Sonstiges
Der 1954 geborene Fotograf Michel Comte ist ein Enkel von Alfred Comte.